# Montertelot
 Montertelot  (en bretón Mousterdelav) es una población y comuna francesa, situada en la región de Bretaña, departamento de Morbihan, en el distrito de Vannes y cantón de Ploërmel.

## Demografía
| 213 | 227 | 242 | 268 | 279 | 255 |
| Para los censos de 1962 a 1999 la población legal corresponde a la población sin duplicidades (Fuente: INSEE [Consultar]) |     |     |     |     |     |